# Rosh 333
Rosh 333 (nascut el 1977) és un artista urbà valencià, natural de la ciutat d'Elx, on ha estat especialment actiu. Sol pintar cares de dones en blanc i negre, que de vegades combina amb cabelleres de colors, realitzades amb detall i que envolta com si foren un element de la natura. Ocasionalment, ha pintat les trenes de cabells de manera aïllada.
En actiu des de 1989, ha format part de crews com 333 i pornostars.